# I to Sky
I to Sky is het tweede album van de Ierse band JJ72. Het album kwam uit op 26 september 2002 in Japan, 11 oktober 2002 in hun thuisland Ierland en op 14 oktober in het Verenigd Koninkrijk.

## Nummers
Alle muziek en teksten zijn geschreven door Mark Greaney. 
| Nr. | Titel              | Duur |
| --- | ------------------ | ---- |
| 1.  | Nameless           | 2:26 |
| 2.  | Formulae           | 4:13 |
| 3.  | I Saw a Prayer     | 4:59 |
| 4.  | Serpent Sky        | 3:18 |
| 5.  | Always and Forever | 4:30 |
| 6.  | Brother Sleep      | 4:20 |
| 7.  | Sinking            | 7:15 |
| 8.  | 7th Wave           | 4:00 |
| 9.  | Half Three         | 4:27 |
| 10. | Glimmer            | 4:47 |
| 11. | City               | 5:17 |
| 12. | Oiche Mhaith       | 4:32 |

## Personeel

### Bezetting
- Mark Greaney (zang, gitaar, keyboard, piano)
- Hilary Woods (bas)
- Fergal Matthews (drums, percussie)

### Productie
- Flood (producer)